# エンゲルブレヒト2世・ファン・ナッサウ＝ブレダ

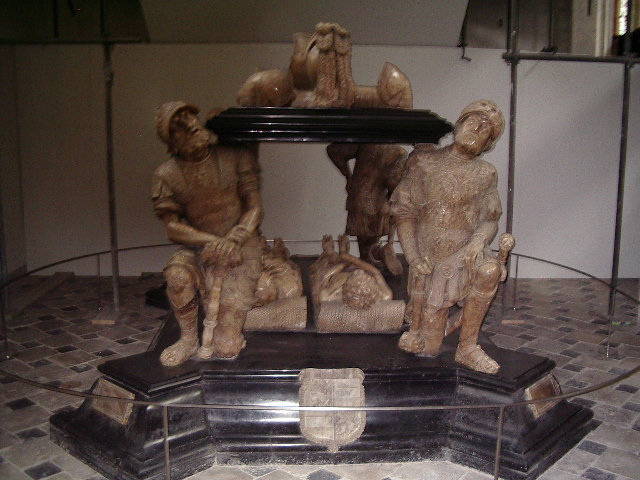
ブレダの聖母教会にあるエンゲルブレヒト2世の墓像。

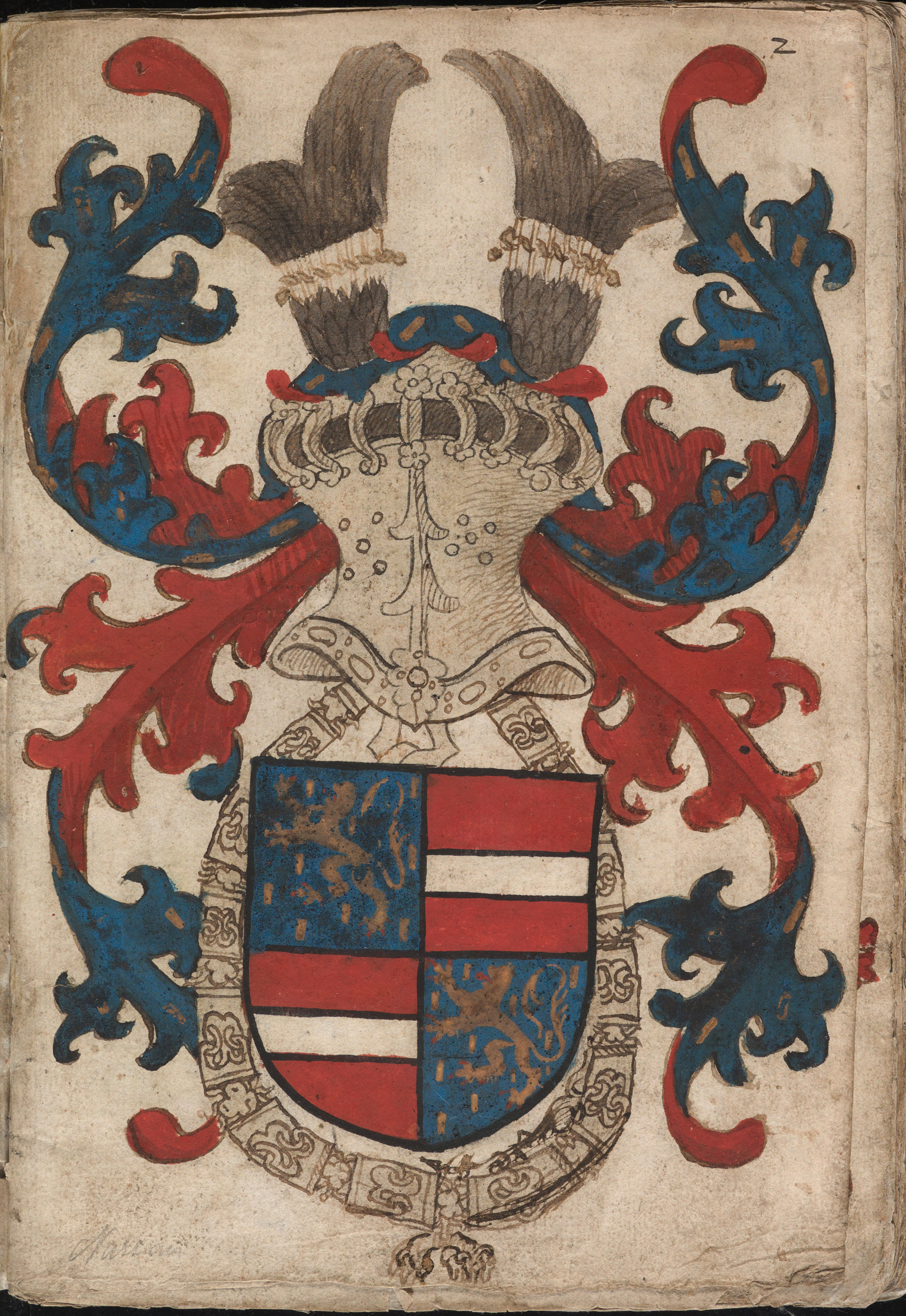
エンゲルブレヒト2世の紋章

エンゲルブレヒト2世・ファン・ナッサウ＝ブレダ（Engelbrecht II van Nassau-Breda, 1451年5月17日 - 1504年5月31日）は、ナッサウ伯（エンゲルベルト2世）、ヴィアンデン伯、ブレダ、デ・レック、ディースト、ローゼンダール、ニスペンおよびワウーの領主。軍人で廷臣、ブルゴーニュ公国の枢密院議長を務め、また芸術のパトロンでもあった。

## 生涯
エンゲルブレヒト2世は1451年5月17日にブレダにおいてナッサウ＝ジーゲン伯ヨハン4世とマリア・ファン・ローン＝ハインスベルクの息子として生まれた。
1468年12月19日、コブレンツにおいてバーデン辺境伯カール1世の娘ツィンブルガ・フォン・バーデンと結婚した。
エンゲルブレヒトは1475年から1504年までブレダ領主であった。1472年、弟ヨハン5世と条約を結び、ライン川以西の領地を受け取った。1473年、22歳でシャルル豪胆公により金羊毛騎士団の騎士に叙せられた。
シャルル豪胆公の死後、エンゲルブレヒトは神聖ローマ皇帝マクシミリアン1世に仕えるようになった。マクシミリアン1世はシャルルの娘マリー・ド・ブルゴーニュと結婚していた。
1479年、エンゲルブレヒトはギネガテの戦いとブルッヘの反乱鎮圧の際に軍隊を指揮した。
1487年のベテューヌの戦いでフランス軍に捕らえられ、2年後に莫大な身代金と引き換えに釈放された。1496年にフランドル総督に任命され、1498年までに枢密院議長に任命された。
1501年、マクシミリアン1世はエンゲルブレヒトをネーデルラント総督に任命した。それ以降（1504年に亡くなるまで）、エンゲルブレヒトはハプスブルク帝国のこの地域における主要人物の一人となった。
1504年5月31日にブリュッセルで亡くなり、ブレダの聖母教会に埋葬された。嫡子がいなかったため、甥のヘンドリック3世を後継者に指名した。エンゲルブレヒト2世にはエンゲルブレヒトとバルバラという2人の庶子がいた。

## 芸術のパトロンとして
エンゲルブレヒト2世の肖像画は、アムステルダム国立美術館に所蔵されている。エンゲルブレヒトはフランドルの装飾写本の末期の重要なパトロンの一人で、おそらく最も豪華な『薔薇物語』写本、大英図書館ハーレー写本4425を制作した。この写本は1500年頃のものであるにもかかわらず、92枚の大版で質の高いミニアチュールからなっており、文章は印刷版から手書きで書き写された。これらは「1500年頃の祈祷書の画家」として知られる芸術家の作品である。1470年代または1480年代の『エンゲルベルト・フォン・ナッサウの時祷書』（オックスフォード大学ボドリアン図書館、写本 Douce 219-220）もよく知られた写本である。ヒエロニムス・ボスの『快楽の園』はエンゲルブレヒト2世が制作を依頼したと言われている。